# Шапеко
Шапеко́ (порт. Chapecó) — муниципалитет в Бразилии, входит в штат Санта-Катарина. Основан 25 августа 1917 года. Составная часть мезорегиона Запад штата Санта-Катарина. Входит в экономико-статистический микрорегион Шапеко. Население составляет 164 803 человека на 2008 год. Занимает площадь 624,308 км². Плотность населения — 263,9 чел./км².

## Статистика
- Валовой внутренний продукт на 2004 составляет 2 571 995 916,00 реалов (данные: Бразильский институт географии и статистики).
- Валовой внутренний продукт на душу населения на 2004 составляет 15 567,00 реалов (данные: Бразильский институт географии и статистики).
- Индекс развития человеческого потенциала на 2000 составляет 0,848 (данные: Программа развития ООН).

## География
Климат местности: умеренный. В соответствии с классификацией Кёппена, климат относится к категории cfa.

## Спорт
В Шапеко, на «Арене Конда», играет футбольный клуб «Шапекоэнсе», один из ведущих клубов штата Санта-Катарина в XXI веке. В 2016 году команда вышла в финал Южноамериканского кубка, второго по значимости клубного турнира Южной Америки. 28 ноября 2016 года самолёт с «Шапекоэнсе» разбился на подлёте к колумбийскому Медельину, погибла почти вся команда и экипаж, члены делегации, работники СМИ — всего 71 человек. КОНМЕБОЛ по просьбе соперников по финалу, «Атлетико Насьоналя» признал «Шапекоэнсе» победителем турнира. Таким образом, «Шапокоэнсе» стал первым клубом штата Санта-Катарина, выигравшим международный турнир.